# USS California (CGN-36)
USS California (CGN-36) – amerykański krążownik rakietowy o napędzie atomowym typu California, który wszedł do służby w 1974. Okręt był początkowo klasyfikowany jako duży niszczyciel rakietowy. Od 1975, po reformie klasyfikacji okrętów, klasyfikowany jako krążownik rakietowy. Był to czwarty amerykański krążownik rakietowy z napędem atomowym po USS "Long Beach", USS "Bainbridge" i USS "Truxtun". Był to szósty okręt w historii US Navy noszący imię "California".

## Historia
Bazując na doświadczeniach zdobytych podczas budowy jednostek eskortowych z napędem atomowych, w połowie lat 60. XX wieku opracowano ulepszony projekt jednostek klasyfikowanych początkowo jako fregaty rakietowe. Podjęto decyzję o budowie dwóch okrętów typu. Zamówienie na pierwszą jednostkę typu California zostało złożone w stoczni Newport News 13 czerwca 1968. Położenie stępki miało miejsce 23 stycznia 1970. Wodowanie nastąpiło 22 września 1971, wejście do służby 16 lutego 1974. Po wejściu do służby okręt został przydzielony do VI Floty, która działała w rejonie Morza Śródziemnego. Latem 1977 "California" reprezentowała US Navy w obchodach 25 rocznicy panowania królowej Elżbiety II. W 1979 w związku z wybuchem rewolucji w Iranie okręt został skierowany jako eskorta lotniskowca USS "Nimitz" w rejon Zatoki Perskiej. We wrześniu 1983 nowym portem macierzystym okrętu stała się baza marynarki wojennej w Alameda na zachodnim wybrzeżu Stanów Zjednoczonych. Podczas rejsu w lutym 1985 okręt wszedł w skład grupy okrętów, której trzonem był lotniskowiec USS "Constellation".
W kwietniu 1990 na USS "California" rozpoczął się trzyletni remont połączony z wymianą paliwa atomowego i modernizacją. W styczniu 1993 okręt ponownie wszedł do służby z zapasem paliwa wystarczającym na kolejne 20 lat eksploatacji. W czerwcu 1994 okręt wszedł w skład grupy okrętów towarzyszących lotniskowcowi USS "Kitty Hawk".
Okręt został wycofany ze służby 9 lipca 1999. Złomowanie okrętu połączone z zabezpieczeniem elementów jego siłowni atomowej zakończyło się 12 maja 2000.